# Es geschehen noch Wunder
Es geschehen noch Wunder ist eine deutsche Liebesfilmkomödie aus dem Jahre 1951 von und mit Willi Forst. An seiner Seite übernahm Hildegard Knef die weibliche Hauptrolle.

## Handlung
Ein sonniger Frühlingstag in Hamburg. Die Musikkünstlerin Anita Weidner fährt im offenen Wagen den Ballindamm entlang. An der Kreuzung zum Jungfernstieg muss sie anhalten, ein Schupo regelt dort den Verkehr. Dann geschieht etwas Seltsames: Alle Geräusche verschwinden auf einmal, und stattdessen nistet sich in ihrem Kopf eine Melodie ein, die ihr überaus gefällt, aber niemand anderes hört. Auf einmal pfeift sie mit, und plötzlich hält ein junger Mann namens Bobby Sanders mit seinem Wagen auf gleicher Höhe. Auch er hört diese eingängige Melodie und pfeift mit. Als der Schupo den Weg für die Weiterfahrt freigibt und beide losfahren und einander aus den Augen verlieren, verschwindet auch diese enigmatische Melodie, und der Tageslärm ertönt wieder. Einige Stunden später sitzt Anita in einem Eiscafé. Der junge Mann vom Wagen nebenan hat sie offensichtlich gesucht und gefunden, die Melodie hat ihn zu ihr geführt. Wieder hören nur die beiden jene geheimnisvolle Weise; ein Phänomen, das sie nicht erklären können. Von diesem Ereignis ebenso verzaubert wie irritiert berichtet Anita, die sich ihren Lebensunterhalt als Pianistin und Sängerin verdient, ihrem Lehrer Professor Nibius von diesem seltsamen Vorkommnis. Dessen verrätselte Erklärung ist fast von religiös-philosophischer Tiefe: „Ein Wunder ist ein Ereignis, das Glauben schafft“.
Bobby Sanders, der Mann, der wie Anita dieses Wunder einer verzaubernden Melodie gehört hat, komponiert – nolens volens, da seine seriösen Arbeiten keinen Abnehmer finden – Schlager. Er hat schon seit geraumer Zeit keinen Hit mehr geschrieben, und sein Musikverleger sitzt ihm im Nacken. Die zauberhafte Melodie beginnt die einzig seriöse Kompositionen akzeptierende Künstlerin Anita und den der leichten Muse zugewandten Bobby mehr und mehr auf magische Weise miteinander zu verbinden – ganz zum Missfallen seiner Gesangspartnerin und Ex-Freundin Doris, die auf diese Annäherung mit Eifersuchtsanfällen reagiert. Anita und Bobby verlieben sich und heiraten schließlich, und es ist seine Ehefrau, die ihn nun wieder zur seriösen Komposition zurückführt. Als Bobbys und Anitas harmonische Beziehung durch Doris und seinen Verleger gestört wird, verstummt die Melodie vorübergehend. Doch, wie der Titel verlautet, geschehen noch Wunder, und ihre Melodie, die Weise einer großen Liebe, führt sie wieder zusammen. Am Ende findet sogar Bobbys ernsthafte Komposition ihre Uraufführung in einem Konzertsaal, und er und seine Ehefrau sitzen im Publikum.

## Produktionsnotizen
Es geschehen noch Wunder entstand im Filmstudio in Bendestorf sowie in Bad Reichenhall und Umgebung, in St. Wolfgang am Wolfgangsee, in Hamburg und in München (Außenaufnahmen). Der Film wurde am 18. Oktober 1951 im Frankfurter Turm-Palast uraufgeführt.
Der Film entstand unmittelbar nach dem wegen einer kurzen Nacktszene zum „Filmskandal“ hochgejazzten Melodram Die Sünderin, der ersten Zusammenarbeit zwischen Forst und Knef.
Karl Junge übernahm die Produktionsleitung, Franz Schroedter entwarf die Filmbauten, die von Karl Weber umgesetzt wurden. Hans Fritz Beckmann schrieb die Musiktexte zur Komposition Theo Mackebens.
Der schwere Misserfolg dieses Films führte dazu, dass Produzent Rolf Meyer angesichts der für damalige Verhältnisse hohen Kosten (820.000 DM, also etwa 415.000 €) und der geringen Einnahmen noch im selben Jahr 1951 die Filmproduktion einstellen musste. Es geschehen noch Wunder verschwand nach kurzer Zeit wieder aus den Kinos.
Lange Zeit galt Es geschehen noch Wunder als verschollen. Erst in den 2010er Jahren wurde im Amsterdamer Filmarchiv eine holländisch untertitelte Fassung entdeckt.

## Kritiken
Das Hamburger Abendblatt resümierte im Herbst 1951 unter der Überschrift „Ein Wunder ging daneben“: „Die Premierenbesucher schienen ziemlich fassungslos; einige gingen, einige pfiffen, und am Ende war betretenes Schweigen. (…) Das Buch, geschwätzig, unentschieden und zäh, hat nichts mehr vom Charme der Idee“. Die Zeit sprach von „einer giftigen Mischung von rührendem Kitsch und überspitzter Ironie“. Der Filmverleih vermeldete, dass zahlreiche Kinobesitzer bei ihm angerufen hatten und ihrem Zorn über Es geschehen noch Wunder Luft gemacht hätten. Die Neue Zeitung, die in ihrer Ausgabe vom 20. Oktober 1951 einen Vergleich mit Forsts größtem Filmerfolg, Bel Ami, wagte, befand nach Ansicht von Es geschehen noch Wunder ernüchtert: „Willi Forst erinnert nur noch selten an seinen Bel ami“.
Der Spiegel schrieb in seiner Ausgabe vom 24. Oktober 1951: „Filmspielerei um eine hübsche Mackeben-Liebesmelodie. Schlagerkomponist (Willi Forst) und angeblich ernsthafte Pianistin (Hildegard Knef) ringen sich durch Dialog-Plattitüden und aus fadgalanten Verirrungen zum selbstsymphonisch untermalten Ich-hab'-dich-lieb-Schluß.“
Im Lexikon des Internationalen Films heißt es: „Kokette Liebeskomödie, die Forst in einer Art von Trotzreaktion auf den Mißerfolg seiner "Sünderin" drehte, die aber der Leichtigkeit und Eleganz seiner früheren Komödien entbehrt.“